# Ritterella asymmetrica
Ritterella asymmetrica is een zakpijpensoort uit de familie van de Ritterellidae. De wetenschappelijke naam van de soort is voor het eerst geldig gepubliceerd in 1966 door Millar.